# Cessna CW-6
De Cessna CW-6 was een Amerikaans zeszitter hoogdekker privévliegtuig gebouwd door vliegtuigfabriek Cessna. De eerste vlucht vond plaats in november 1928.

## Ontwerp en historie
Na de ontwikkeling van de Model A ontwierp Cessna de CW-6 met zes zitplaatsen, voortgedreven door een Wright 300 pk stermotor. Naast de CW-6 werd ook een verkleinde versie, de Cessna DC-6 vierzitter ontwikkeld. De CW-6 werd tentoongesteld op de Wichita Autoshow van 1929. 